# زاري المصابي (أسلم)

تعديل مصدري - تعديل

زاري المصابي هي إحدى قرى عزلة أسلم اليمن بمديرية أسلم التابعة لمحافظة حجة، بلغ تعداد سكانها 68 نسمة حسب تعداد اليمن لعام 2004.